# Hypolycaena intermedius
Hypolycaena intermedius är en fjärilsart som beskrevs av Kalis 1938. Hypolycaena intermedius ingår i släktet Hypolycaena och familjen juvelvingar. Inga underarter finns listade i Catalogue of Life.